# Bieg Trzech Kopców
Bieg Trzech Kopców (Międzynarodowe Otwarte Mistrzostwa Krakowa w Biegu Górskim) – bieg klasyfikowany jako górski typu „anglosaskiego”, odbywający się w Krakowie na dystansie 13 km, na początku października. Trasa biegnie spod Kopca Krakusa, przez Kopiec Kościuszki do Kopca Piłsudskiego. Różnica poziomów sięga 160 m, ok. 25% trasy prowadzi po nieutwardzonej nawierzchni. Zawodnicy na pokonanie trasy mają 2 godziny.
Bieg, mimo że odbywa się w centrum miasta, spełnia wszystkie wymagania biegu górskiego określone przez Komisję Biegów Górskich Polskiego Związku Lekkiej Atletyki.
Pierwsza edycja została zorganizowana w 2007 roku i z każdym rokiem zyskuje na popularności.
Bieg Trzech Kopców wchodzi w skład Królewskiej Triady Biegowej – razem z PZU Cracovia Maraton oraz kończącym sezon biegowy w Krakowie PZU Cracovia Półmaratonem Królewskim.

## Trasa
Trasa biegnie spod Kopca Krakusa, przez Bulwary, Salwator, Aleją Jerzego Waszyngtona, przez Kopiec Kościuszki do Kopca Piłsudskiego.

## Wyniki
| Rok  | I miejsce Mężczyzn  |     | czas    |
| ---- | ------------------- | --- | ------- |
| 2016 | Szymon Kulka        | POL | 0:41:03 |
| 2015 | Sergii Rybak        | UKR | 0:43:34 |
| 2014 | Artur Kern          | POL | 0:42.29 |
| 2013 | Taras Salo          | UKR | 0:41:46 |
| 2012 | Samuel Rutto        | KEN | 0:40.40 |
| 2011 | Dariusz Kruczkowski | POL | 0:40:31 |
| 2010 | Leonid Rybak        | UKR | 0:42:44 |
| 2009 | Nikolai Ryabinin    | RUS | 0:41:48 |
| 2008 | Siergiejj Fiskovicz | UKR | 0:43:41 |
| 2007 | Artur Osman         | POL | 0:41.14 |

| Rok  | I miejsce Kobiet        |     | czas    |
| ---- | ----------------------- | --- | ------- |
| 2016 | Lilia Fiskovicz         | MDA | 0:47.12 |
| 2015 | Paulina Golec           | POL | 0:51.19 |
| 2014 | Ewa Kucharska           | POL | 0:50.12 |
| 2013 | Anastazyja Dashkievicjh | BLR | 0:49.09 |
| 2012 | Ewa Kucharska           | POL | 0:50.40 |
| 2011 | Alena Berasniova        | UKR | 0:47.24 |
| 2010 | Ilona Barvanova         | UKR | 0:49.06 |
| 2009 | Anastasiya Padalinsyaya | BLR | 0:51.13 |
| 2008 | Dorota Ustianowska      | POL | 0:50.13 |
| 2007 | Dorota Ustianowska      | POL | 0:49.07 |